# Blackwater (Arizona)
Blackwater é uma Região censo-designada localizada no estado americano de Arizona, no Condado de Pinal. Em 2010, Blackwater era o lugar mais pobre dos Estados Unidos com uma população acima de 1.000 habitantes

## Demografia
Segundo o censo americano de 2000, a sua população era de 504 habitantes.

## Geografia
De acordo com o United States Census Bureau tem uma área de
17,1 km², dos quais 17,1 km² cobertos por terra e 0,0 km² cobertos por água.

## Localidades na vizinhança
O diagrama seguinte representa as localidades num raio de 24 km ao redor de Blackwater.